# Paracercion melanotum
Paracercion melanotum – gatunek ważki z rodziny łątkowatych (Coenagrionidae). Występuje w Azji – od Wietnamu po Chiny, Tajwan i Japonię; stwierdzony także na należącej do Korei Południowej wyspie Czedżu.
Gatunek ten opisał (pod nazwą Enallagma? melanotum) w 1876 roku Edmond de Sélys Longchamps w oparciu o dwa okazy samców odłowione w Chinach.